# Cecilio Tieles
Cecilio Tieles Ferrer (* 5. August 1942 in Havanna) ist ein kubanischer Pianist und Musikpädagoge.

## Leben
Tieles begann seine musikalische Ausbildung bei Arturo Marcelín und setzte sie ab 1952 in Paris bei Madeleine Berthelier, Joseph Benvenutti und Marcel Ciampi fort. 1954 kehrte er nach Kuba zurück, wo ihn César Pérez Sentenat für ein Studium am Pariser Konservatorium vorbereitete, das er 1957 begann. Außerdem nahm er zwischen 1958 und 1966 am Moskauer Konservatorium Unterricht bei Samuel Feinberg, Ljudmila Roschina und Stanislaw Neuhaus. Später verteidigte er am Instituto Superior de Arte seine Doktorarbeit über den kubanischen Komponisten, Pianisten und Musikpädagogen Nicolás Ruiz Espadero, von dessen Werken er 2004 eine CD aufnahm.
Von 1967 bis 1980 war Tieles Professor und Leiter des Klavierdepartments der Escuela Nacional de Arte, von 1977 bis 1984 Professor am Instituto Superior de Arte. 1984 ging er nach Spanien und übernahm die Leitung des Klavierdepartments am Konservatorium von Vila-seca. Von 1994 bis 2002 wirkte er in gleicher Funktion am Conservatori Superior de Música del Liceu in Barcelona. Daneben gab er Meisterklassen in den USA, den Niederlanden, in Bolivien, Venezuela und Mexiko und war Juror bei internationalen Klavierwettbewerben. Zwischen 1994 und 2011 war er Direktor der internationalen Musikkurse in Vila-seca. 1995 gründete er die Associació Cultural Catalana-Iberoamericana, deren Präsident er ist. Auf Einladung der Sängerin Anna Ricci wurde er 1999 Vizepräsident der Associació Catalana d’Intèrpretes de Música Clásica. Nach deren Tod 2001 wurde er deren Präsident und von 2010 bis 2014 Schatzmeister.
Tieles' Repertoire umfasst Werke von Komponisten des 17. Jahrhunderts bis zur Gegenwart. Er gab Konzerte als Solist oder in Begleitung des Orquesta Sinfónica Nacional und anderer Symphonieorchester und Kammermusikgruppen und unter der Leitung von Dirigenten wie Olaf Koch, Günther Herbig, Enrique González Mántici und Manuel Duchesne Cuzán. 1970 führte er in Santa Clara zum ersten Mal in Kuba die fünf Klavierkonzerte Ludwig van Beethovens auf. Komponisten wie Alfredo Diez Nieto, Roberto Valera, Juan Piñera und Ramón Barce widmeten ihm Werke. Zusammen mit seinem Bruder Evelio Tieles bildet er das Dúo Tieles, für das u. a. Xavier Benguerel, Harold Gramatges, José Ardévol, Nilo Rodríguez, Gottfried Glöckner und Salvador Pueyo Werke komponierten.